# Tempio Pausania
Denna artikel handlar om staden Tempio Pausania. Se också Olbia-Tempio (provins).
Tempio Pausania (sardiska och galluresiska: Tempiu) en ort och kommun i provinsen Sassari på norra Sardinien. Tempio Pausania var fram till 2016  huvudort, tillsammans med Olbia, för provinsen Olbia-Tempio. Tempio Pausania hade 14 052 invånare (2017) och gränsar till kommunerna Aggius, Aglientu, Arzachena, Berchidda, Bortigiadas, Calangianus, Erula, Luogosanto, Luras, Oschiri, Palau, Perfugas, Santa Teresa Gallura och Tula.